# Xylophanes depuiseti
Xylophanes depuiseti là một loài bướm đêm thuộc họ Sphingidae. Nó được tìm thấy ở Brasil và is probably also present in Paraguay.
Nó gần giống loài Xylophanes adalia và Xylophanes ploetzi. 
There are at least two to three generations per year.
Ấu trùng có thể ăn các loài Rubiaceae và Malvaceae.